# Dénes Berinkey
Dénes Berinkey (17. října 1871 Dubník – 25. června 1944 Budapešť) byl maďarský politik narozený na Slovensku. Byl dva měsíce předsedou vlády Maďarska, od 11. ledna do 21. března 1919, v režimu Mihály Károlyiho (též první maďarská republika).
Pocházel z luteránské rodiny. Vystudoval práva v Pešti a poté byl až do roku 1918 vedoucím oddělení mezinárodního práva ministerstva spravedlnosti. Roku 1900 byl spoluzakladatelem společenskovědního časopisu Huszadik Század, který sehrál významnou roli v ideologické přípravě astrové revoluce roku 1918. Od 4. listopadu 1918 do 18. ledna 1919 byl ministrem spravedlnosti ve vládě Mihály Károlyiho. Poté se stal premiérem a zároveň ministrem zahraničních věcí. 20. března 1919 francouzský dohodový velitel Ferdinand Vix zaslal Berinkeyovi nótu, kterou nařizoval maďarským vojákům ustoupit do maďarského vnitrozemí (přesněji východně od linie Szatmárnémeti-Arad). Široce se předpokládalo, že vojenské linie, na nichž stála dohodová vojska, se stanou novými hranicemi. Berinkey odmítl nótu přijmout s argumentem, že by tím ohrozil územní celistvost Uherska. Protože ale nemohl důsledkům nóty ani zabránit, podal demisi a s ním skončila i celá jeho vláda. Další vývoj, i kvůli nešikovnosti prezidenta Károlyiho, směřoval k nastolení Maďarské republiky rad. Po své rezignaci se Berinkey stáhl z politického života a věnoval se advokacii. Právu se věnoval i odborně, vydal několik studií z oblasti mezinárodního, trestního a soukromého práva.